# Heraclia indecisa
Heraclia indecisa är en fjärilsart som beskrevs av Butler 1891. Heraclia indecisa ingår i släktet Heraclia och familjen nattflyn. Inga underarter finns listade i Catalogue of Life.